# Hemorragia retinal
Hemorragia retinal é o distúrbio do olho em que ocorre sangramento na retina.
(em inglês)MR imaging depicts retinal hemorrhages in abusive head trauma